# Porto Rifugio di Gela
Il porto rifugio di Gela è un porto artificiale prospiciente la città di Gela nell'omonimo golfo. 
Il porto rifugio di Gela è stato realizzato negli anni '50 dello scorso secolo.
Esso era strutturato da una banchina nord e da un molo di ponente a difesa delle correnti e dei venti che soffiano in direzione nord/ovest-nord/est per circa 200 giorni all'anno.
Di fatto nasce per dare una valida alternativa all'allora insufficiente pontile sbarcatoio, ubicato circa 750 m ad ovest in prossimità del borgo marinaro della città Gela, presso il quale attraccavano e salpavano mercantili di granaglie, cotone, spugne, scope da palma nana, vino, olio e quant'altro prendeva la via del Mediterraneo dall'entroterra sud occidentale della Sicilia. 
In esso ancora oggi insiste un cantiere navale per la costruzione di imbarcazioni in legno da parte di taluni maestri d'ascia, che hanno realizzato nel tempo natanti da lavoro e di pregio di rara maestria: imbarcazioni efficienti ed affidabili, robuste e leggere, tali da solcare i mari con affidabilità e sicurezza.
Il declino del porto rifugio inizia intorno alla metà degli anni '60, quando il porto rifugio diviene un mero supporto al Porto Isola e annessa diga foranea (costruiti dalla Regione Siciliana e dati in concessione all'ENI spa). 

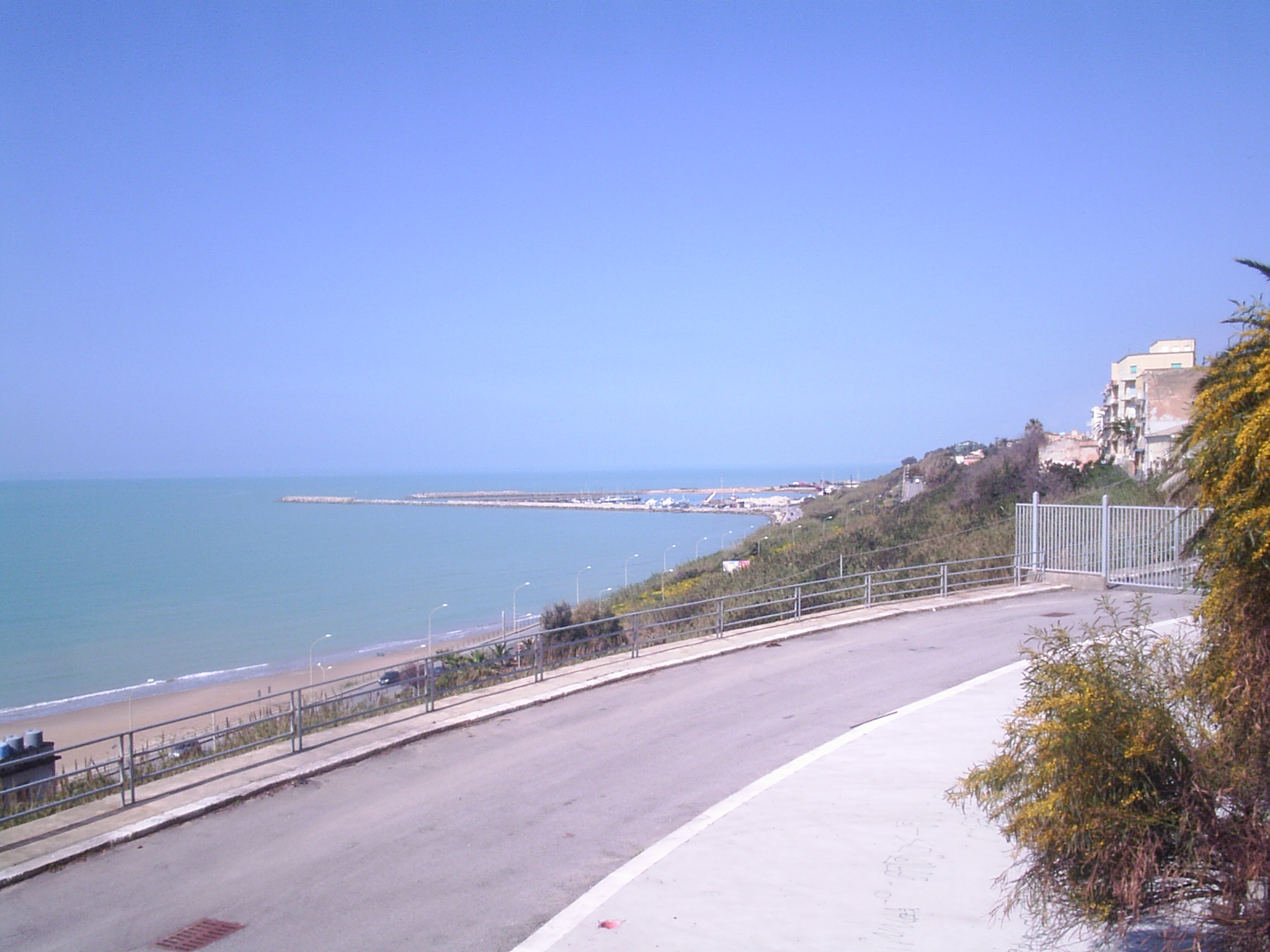
Il porto rifugio di Gela visto dalla villa comunale

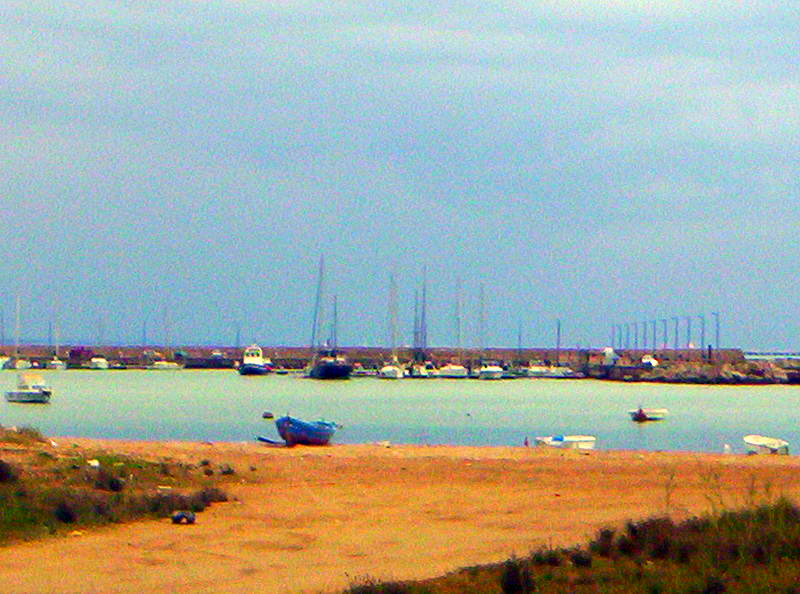
L'insabbiamento presso il molo ovest

Intorno alla metà degli anni '80 fu realizzato il braccio di levante che determinò e continua a pregiudicare i fondali interni ed esterni al porto, riducendone i fondali da 4-5 metri a 2-3 metri con punte negative di 1,5-1,3 metri. 
L'imboccatura con fondali estremamente ridotti (meno di 2 metri), si presenta con passaggi obbligati, da compromettere talvolta la sicurezza dei natanti ed il traffico anche di piccoli imbarcazioni che in esso trovano approdo. Il fondale è soggetto di sovente ad insabbiamenti, aggravati dal braccio di levante che data la sua attuale conformazione non permette un deflusso delle correnti che portano le sabbie dell'avanmare all'interno del sito portuale.
Pur tuttavia la voglia e la tenacia di taluni amanti del mare gelese ha fatto sì che in esso si sviluppasse una minima attività da diporto con la installazione di pontiletti mobili, discretamente attrezzati per accogliere piccole imbarcazioni.
Grazie ad investimenti pubblici e con l'impegno di privati cittadini si è avuta una minima riqualificazione con la dotazione in banchina di colonnine per la fornitura di acqua ed energia elettrica. In esso insisteva sino al 2000 anche un impianto di rifornimento carburante. 
Di contro è carente di servizi igienico sanitario e quant'altro servirebbe al navigante di passaggio. 
Da anni si attende la realizzazione del nuovo porto rifugio previsto nel piano regionale dei porti siciliani, che dovrebbe essere realizzato con fondi pubblici e privati (ENI SPA), per un totale di investimenti pari a 60 milioni di euro circa, che dovrebbe implicare l'ampliamento e l'ammodernamento della struttura per un miglioramento dei servizi e delle attrezzature portuali.
Purtroppo per un rimbalzo di competenze e per un carente volontà generalizzata, la cittadinanza, non solo della città di Gela ma anche dei paesi vicinori, attendono una struttura da diporto degna di questo nome che dia rilancio e vitalità ad uno dei tratti di mare e di costa sabbiosa più affascinanti della Sicilia.
Il porto è assoggettato all'autorità della Capitaneria di porto, che vigila sull'attività marittima e costiera di tutto il litorale della provincia di Caltanissetta. 
Tale attività, in ossequio alle norme del codice della navigazione, garantiscono sicurezza e legalità.
L'area portuale gelese, che di fatto è costituita dal porto rifugio, dal vecchio pontile sbarcatoio con annessa area della dismessa dogana costiera e dal porto Isola con annessa diga foranea dal 2022 sono gestite dell'Autorità Portuale della Sicilia Occidentale.